# Sicista kazbegica
Sicista kazbegica es una especie de roedor de la familia Dipodidae.

## Distribución geográfica
Se encuentran en Georgia y Rusia.

## Hábitat
Su hábitat natural son: bosques templados. 